# 3"/70 Mark 6
3"/70 Mark 6 — корабельная спаренная универсальная артиллерийская установка калибра 76,2 мм, применявшаяся Королевским флотом Великобритании в послевоенный период. Разрабатывалась совместно с США, но в итоге были получены достаточно разные конструкции. Применялось на лёгких крейсерах типа «Тайгер», а также на фрегатах ВМС Канады.